# Erich Eliskases
Erich Gottlieb Eliskases (Innsbruck, 15. veljače 1913. – Córdoba, 2. veljače 1997.) bio je austrijski, njemački i argentinski šahovski velemajstor te jedan od najboljih igrača 1930-ih godina.

## Šahovska karijera
Rođen je u Innsbrucku, u tadašnjoj Austro-Ugarskoj, a šah je naučio s 12 godina i vrlo brzo je napredovao, pokazavši snažan interes za igru. Sa samo 14 godina osvojio je prvenstvo svojeg kluba, nazvanog po austrijskom majstoru Carlu Schlechteru. Naredne godine osvojio je prvenstvo Tirola, a sa 16 godina postao je prvakom Austrije.
Pohađao je fakultet za poslovne studije u Beču, no ljubav prema šahu je prevladala. Eliskases je imao iznimne rezultate na Olimpijadama 1930., 1933. i 1935. godine gdje je predstavljao Austriju. Dobio je i tri meča protiv svog sunarodnjaka Rudolfa Spielmanna (1932., 1936. i 1937.). Nakon Anschlussa 1938., osvojio je prvenstvo Njemačke 1938. i 1939. U ovom periodu treba izdvojiti njegovu pobjedu protiv legendarnog Kubanca Joséa Capablanke na turniru 1937. u Semmeringu i Badenu, nadigravši ga u fazi igre po kojoj je čuveni Kubanac najpoznatiji – završnici. Na tom je turniru u elitnoj konkureniji osvojio šesto mjesto. Zanimljivo, Eliskases je bio sekundant Aleksandru Aljehinu u meču za svjetskog prvaka 1937. protiv Nizozemca Maxa Euwea, koji je porazio Aljehina samo dvije godinu ranije oduzevši mu titulu prvaka svijeta. Aljehin je meč dobio i titulu nije ispuštao sve do svoje smrti 1946.
Eliskases je dominirao svjetskom šahovskom scenom 1930-ih, osvojivši turnir u Noordwijku 1938. ispred Paula Keresa i Maxa Euwea. Turnir u Noordwijku označio je početak njegovog niza turnira bez poraza, šest turnira 1938. i 1939., uključujući turnir u Krefeldu 1938., Bad Harzburgu 1939., Bad Elsteru 1939., Beču 1939. te dva kasnija u Južnoj Americi. Također, dobio je meč protiv izazivača za svjetskog prvaka 1939., Efima Bogoljubova.
Ovi uspjesi doveli su do pregovora o meču za svjetskog prvaka protiv Aljehina te je navodno Aljehin smatrao da je Eliskases taj koji treba igrati meč. Nizozemski velemajstor Hans Ree smatra da ova Aljehinova odluka ne znači da je Eliskases bio najjači izazivač za svjetskog prvaka, nego da se radi o nizu antisemitskih radnji koje su nacisti dodijeljivali Aljehinu te da je prijedlog o njemačkom izazivaču bio vjerojatno politički motiviran.

## Emigracija u Južnu Ameriku
1939., Eliskases je emigrirao u Južnu Ameriku. Igrao je pod njemačkom zastavom na olimpijadi 1939. godine u Buenos Airesu. U to je vrijeme izbio Drugi svjetski rat. Eliskases je odbio vratiti se u Europu. U Argentini i Brazilu živio je skromno, radeći kao šahovski učitelj. Vratio se u Argentinu 1951. kada je dobio argentinsko državljanstvo te je predstavljao Argentinu na četirima šahovskim olimpijadama; 1952., 1958., 1960. i 1964. Postao je prvim šahistom koji je predstavljao tri države na šahovskim olimpijadama. Godine 1960. porazio je tada 17-godišnjeg Bobbyja Fischera, koji je godinu ranije sudjelovao u čuvenom meču kandidata 1959. godine.

## Smrt
Preminuo je 2. veljače 1997. u Córdobi, u 84. godini života.

## Zanimljivosti
Imao je jednak rezultat protiv triju svjetskih prvaka: protiv Euwea (3:3), Capablance (2:2) i Fischera (1:1). Ovo ga čini samo jednim od četiriju šahista (uz Keresa, Reshevskog i Euwea) koji su porazili i Capablancu i Fischera.